# Ndamukong Suh
Ndamukong Nwga Lennon Suh (* 6. Januar 1987 in Portland, Oregon) ist ein ehemaliger US-amerikanischer American-Football-Spieler auf der Position des Defensive Tackles. Im NFL Draft 2010 wurde er als zweiter Spieler ausgewählt. Suh spielte für die Detroit Lions, die Miami Dolphins, die Los Angeles Rams, die Tampa Bay Buccaneers und die Philadelphia Eagles in der National Football League (NFL). Mit den Buccaneers gewann er den Super Bowl LV. Insgesamt hat er an drei Super Bowls teilgenommen, und zwar mit drei unterschiedlichen Teams (Rams, Buccaneers und Eagles). 

## College

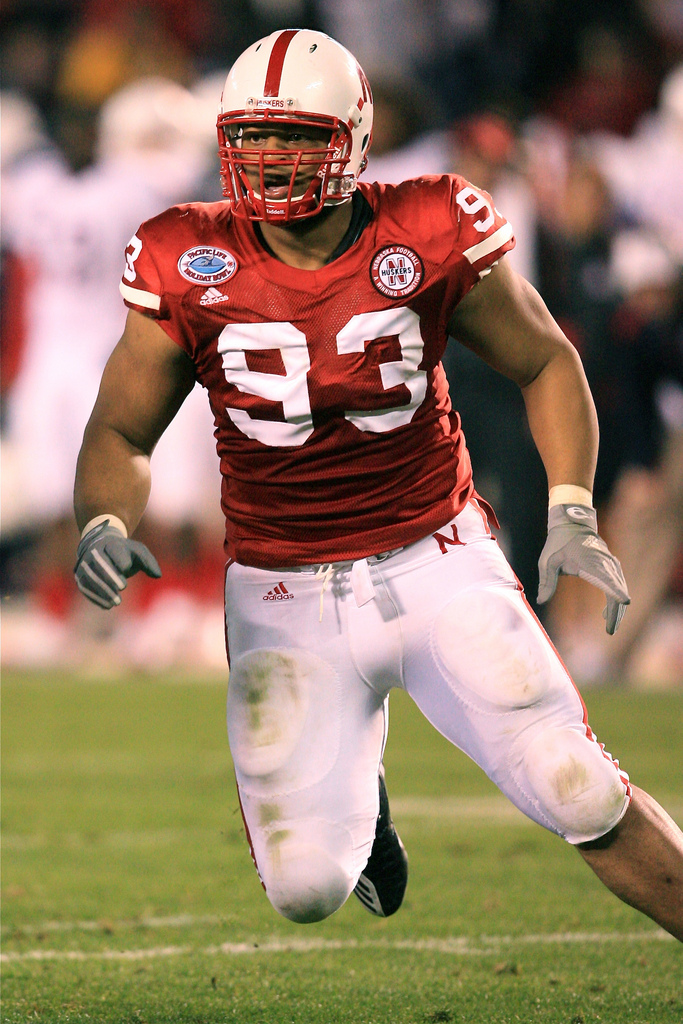
Suh als College-Spieler (2009)

Suh spielte von 2005 bis 2009 für das College der University of Nebraska-Lincoln, den Nebraska Cornhuskers. In seinem ersten Spiel für die Cornhuskers gegen Wake Forest verletzte Suh sich bei einem Tackle so schwer am Knie, dass er den Rest der Saison verletzt passen musste.
In seinem zweiten Jahr konnte Suh alle 14 Spiele für die Cornhuskers spielen, jedoch nur als Ersatzspieler.
2007 wurde Suh Stammspieler in seinem Team und konnte die Saison mit 39 Tackles beenden.
Seinen sportlichen Durchbruch am College hatte er in seinem dritten Jahr 2008. Er startete in allen Spielen und beendete die Saison mit 76 Tackles, wovon 19 für Raumverlust des Gegners sorgten, 7,5 Sacks und zwei Interceptions, die er beide zu Touchdowns in die gegnerische Endzone tragen konnte. Zudem hatte er eine Touchdown-Reception, als er in der Offense als Fullback auflief.
Sein bestes Jahr am College hatte er aber 2009. Inzwischen unumstrittener Starter und als einer der besten Defensive Tackles angesehen, konnte er sich nochmals steigern. In allen Spielen startete Suh und konnte am Ende der Saison 82 Tackles, 23 davon für Raumverlust des Gegners, 26 Quarterback-Hurries, zwölf Sacks, zehn Pass Breakups (verteidigte Würfe, die zu unvollständigen Pässen des Gegners führen), eine Interception und drei geblockte Kicks für sich verbuchen.
Im Spiel gegen die Texas Longhorns, das zwar mit 13:12 verloren wurde, konnte Suh einen Schulrekord aufstellen, in dem er zwölf Tackles hatte, wovon sieben zu Raumverlust der Longhorns führten. Des Weiteren hatte er in dem Spiel 4,5 Sacks.
Suh spielte 2009 im Holiday Bowl gegen die Arizona Wildcats und half entscheidend mit, dass man das Spiel mit 33:0 gewinnen konnte. Es sollte der erste Shutout in der 32-jährigen Geschichte des Holiday Bowls werden.
Suh wurde von der Associated Press zum National Player of the Year gekürt und stand im Finale zum Gewinn der Heisman Trophy, der Auszeichnung zum besten Collegespieler des Jahres, die er aber nicht gewann. Des Weiteren war er Defensive Player of the Year (Verteidiger des Jahres) in der Big 12 Conference und wurde von vielen Experten als erster Pick im NFL Draft angesehen. Diesen hatten die St. Louis Rams, und viele rechneten damit, dass Suh von den Rams gedraftet werden würde. Sie entschieden sich jedoch für Quarterback Sam Bradford, den Heisman-Trophy-Sieger von 2008. Somit sicherten sich die Detroit Lions seine Dienste, indem sie ihn an zweiter Stelle auswählten. Suh unterschrieb einen Fünfjahresvertrag bei den Lions.

## NFL

### Detroit Lions
Suh konnte gleich in seinem ersten Spiel in der National Football League einen Sack erzielen, indem er den Quarterback der Chicago Bears, Jay Cutler, zu Boden brachte. Seine erste Interception hatte Suh in Woche fünf gegen die St. Louis Rams, als er einen Pass von Rams-Quarterback Sam Bradford mit einer Hand abklatschte und den Ball anschließend fangen konnte. In Woche acht erzielte Suh seinen ersten Touchdown in der NFL, als er einen Fumble vom Quarterback der Washington Redskins, Rex Grossman, aufnehmen und in die Endzone tragen konnte.
Suh startete in allen 16 Saisonspielen und erzielte insgesamt 66 Tackles, zehn Sacks, eine Interception und einen Forced Fumble. Gleich in seinem ersten Jahr wurde er in den Pro Bowl gewählt und von The Sporting News zum Rookie of the Year gewählt. Die Wahl in den Pro Bowl machte ihn zum ersten Spieler seit Barry Sanders, der von den Lions in der ersten Runde im Draft ausgewählt und gleich in seiner Rookiesaison in den Pro Bowl gewählt wurde. Seine zehn Sacks sind die zweitmeisten eines Defensive Tackle in dessen erstem Jahr in der NFL. Die meisten Sacks (10,5) erzielte Defensive Tackle Dana Stubblefield 1993 für die San Francisco 49ers. Seine Teilnahme am Pro Bowl sagte Suh wegen einer Schulteroperation ab.

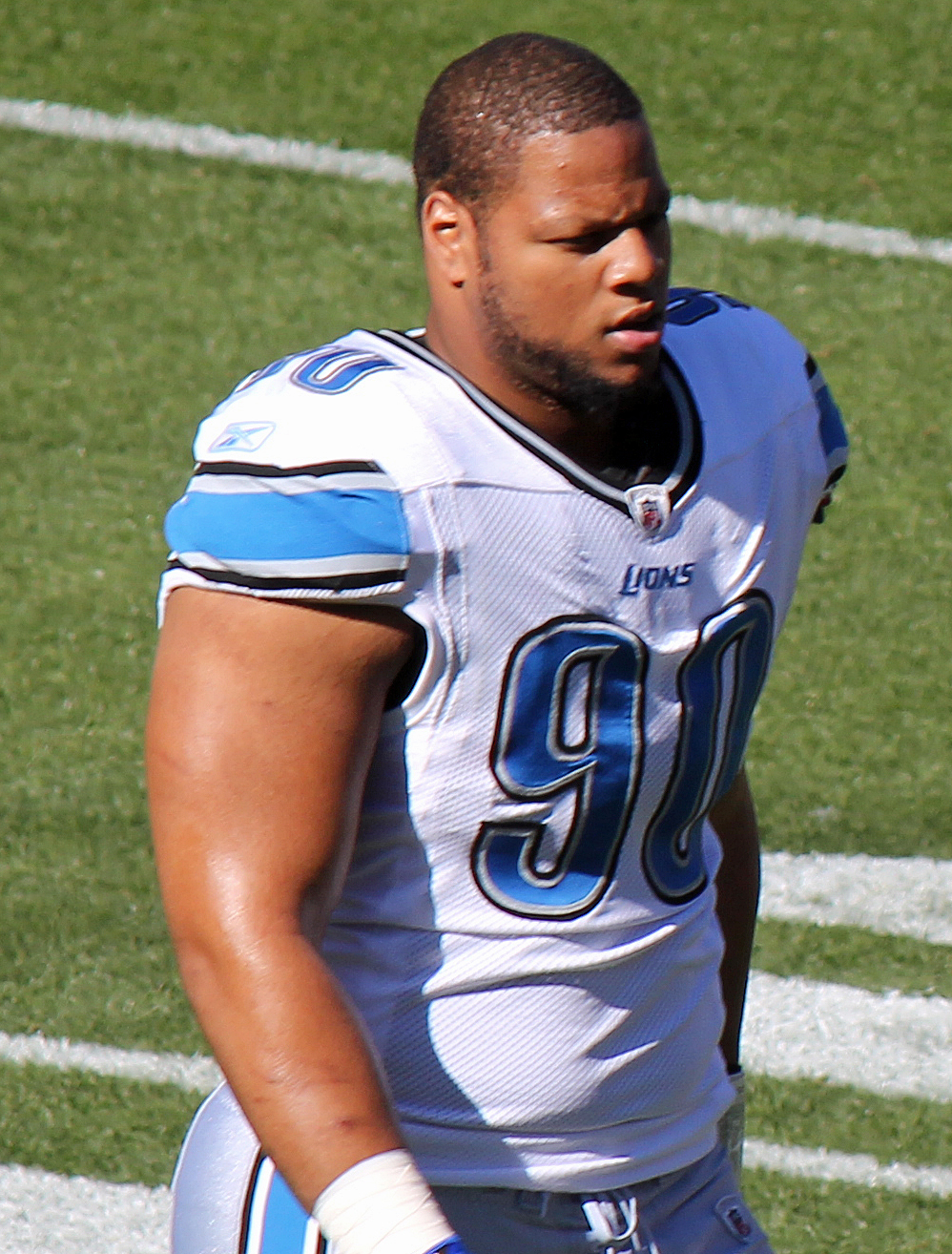
Suh im Trikot der Lions (2011)

Aufgrund einer Verletzung von Lions-Kicker Jason Hanson trat Suh in seiner Rookie-Saison einmal einen Point-after-Touchdown-Versuch, traf aber nur den Pfosten. Hintergrund war, dass Suh im Training häufig kurze Field-Goal-Versuche verwandelte.

### Miami Dolphins
Am 11. März 2015 unterschrieb Suh bei den Miami Dolphins einen Sechsjahresvertrag, der ihm inklusive aller Bonuszahlungen bis zu 114 Millionen US-Dollar einbringen kann. Für seine Zeit bei den Miami Dolphins wählte Suh seine alte College-Trikotnummer 93.

### Los Angeles Rams
Nach seiner Entlassung bei den Dolphins wechselte Suh vor der Saison 2018 als Free Agent zu den Los Angeles Rams. Er unterschrieb bei einem Gehalt von 14 Millionen US-Dollar für ein Jahr bei den Rams.

### Tampa Bay Buccaneers
Im Mai 2019 unterschrieb Suh einen Einjahresvertrag bei den Tampa Bay Buccaneers. Im März 2020 unterschrieb er erneut für ein Jahr in Tampa. Mit den Buccaneers gelangte er in den Super Bowl LV, den sie mit 31:9 gegen die Kansas City Chiefs gewannen. Daraufhin verlängerte Suh seinen Vertrag in Tampa erneut um ein Jahr.

### Philadelphia Eagles
Am 17. November 2022 nahmen die Philadelphia Eagles Suh unter Vertrag.
Am 12. Juli 2025 gab Suh über seine Social-Media-Kanäle offiziell seinen Rücktritt aus der NFL bekannt.

## Spielstil
Suh wird immer wieder von Gegenspielern und den Medien aufgrund seiner unfairen Spielweise kritisiert. In einer Umfrage unter 103 NFL-Spielern wurde er 2012 als „schmutzigster Spieler“ im Football bezeichnet. Bis 2019 erhielt er auf Grund diverser Vergehen acht Geldstrafen über insgesamt 216.875 US-Dollar und wurde für drei Spiele gesperrt.; weitere Geldstrafen oder Sperren kamen nach 2019 jedoch nicht mehr hinzu.

## Privates
Suhs Vater stammt aus Kamerun und war zeitweise Amateurfußballer in Deutschland. Suhs Mutter kommt aus Jamaika. Suh hat drei Geschwister. Seine ältere Schwester, Odette Lennon Ngum Suh, spielt Fußball im Mittelfeld und spielt für die Frauennationalmannschaft von Kamerun.
Suhs Vorname (ausgesprochen: En-DOM-ah-ken) bedeutet „Haus der Speere“ und bezeichnete früher in Kamerun eine Militäreinheit, die mit solchen Waffen kämpfte.